# Tüpfelfarngewächse
Die Tüpfelfarngewächse (Polypodiaceae) sind eine Pflanzenfamilie in der Ordnung der Tüpfelfarnartigen (Polypodiales) innerhalb der Echten Farne (Polypodiopsida).

## Beschreibung

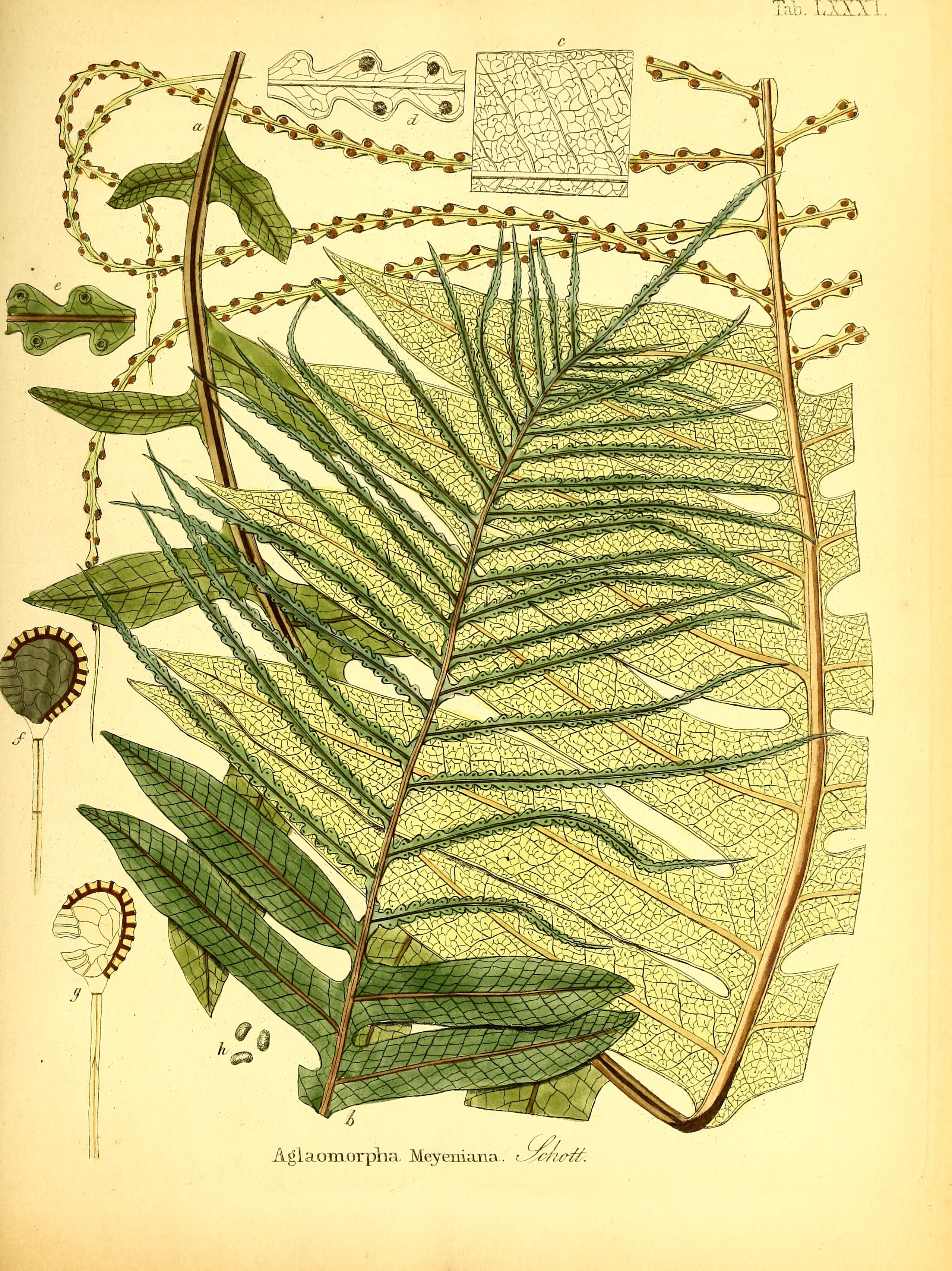
Illustration aus Die Farrnkräuter in kolorirten Abbildungen naturgetreu Erläutert und Beschrieben, 1840 von Drynaria meyeniana

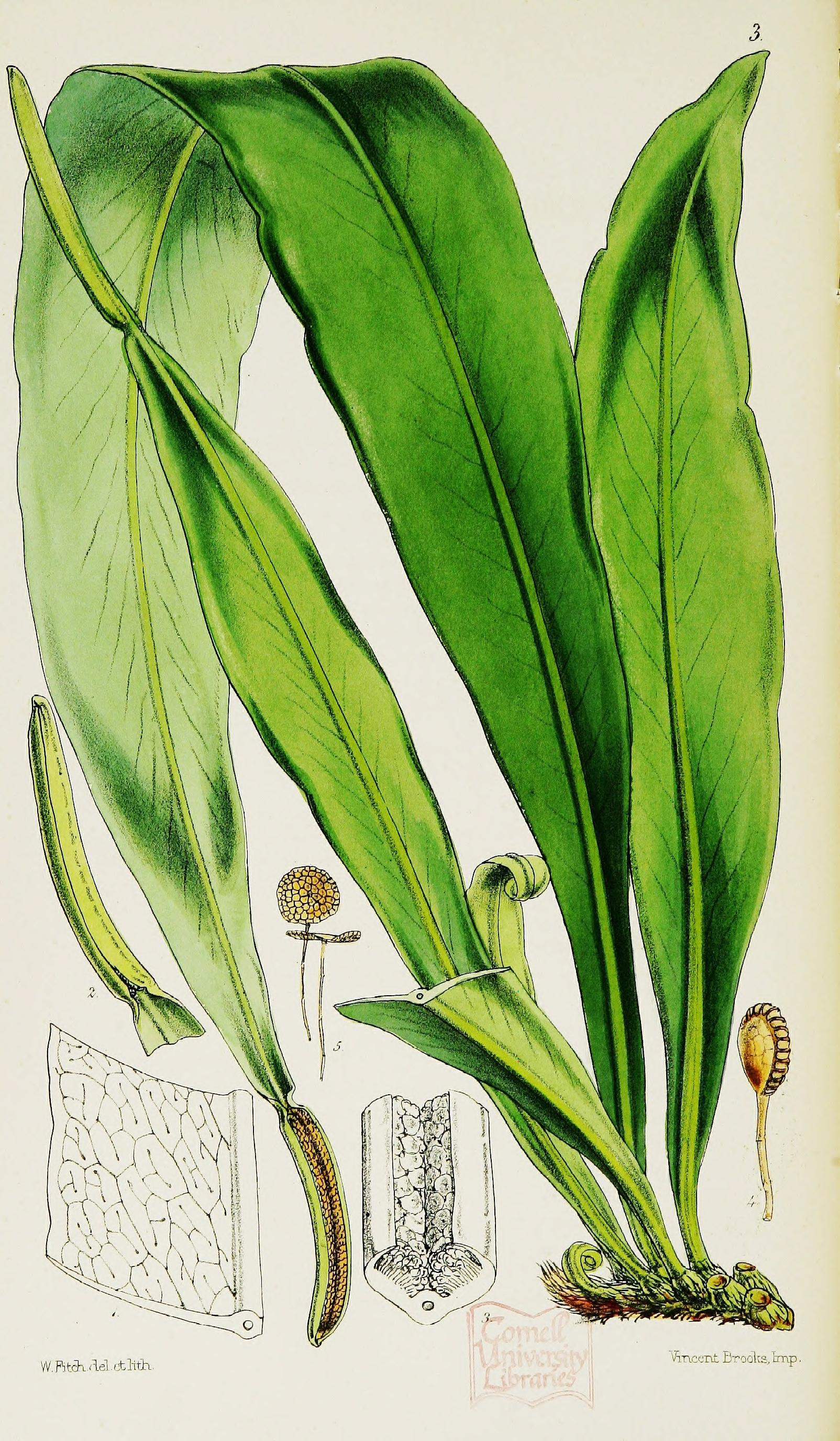
Illustration aus William Jackson Hooker: Garden Ferns, London, 1862 von Lepisorus spicatus

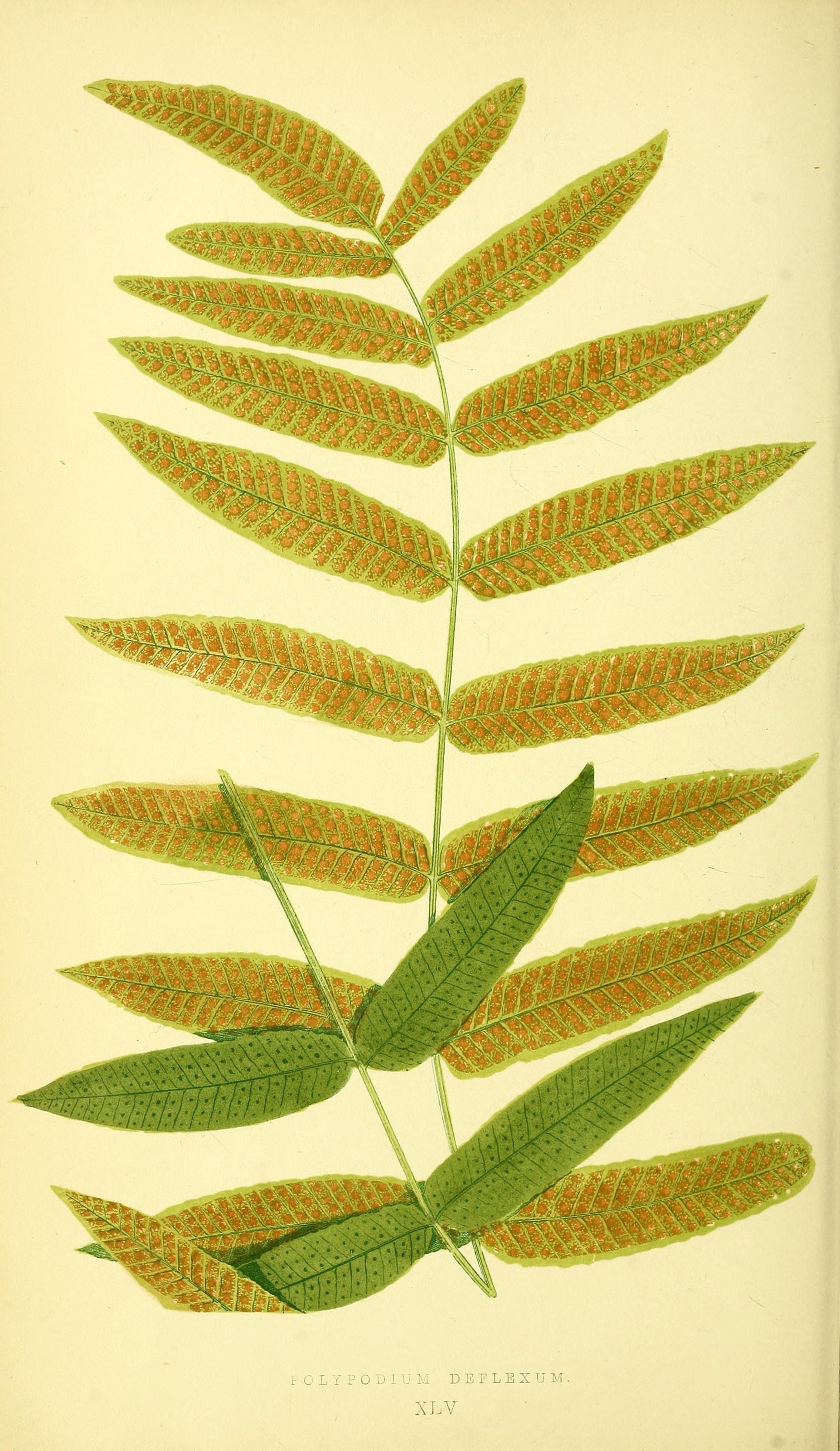
Illustration aus Ferns – British and exotic, Tafel XLV von Serpocaulon fraxinifolium

Es handelt sich um ausdauernde krautige Pflanzen. Unter den Tüpfelfarnen gibt es viele Epiphyten. Arten der Polypodiaceae bilden ein kriechendes Rhizom, das von Spreuschuppen umhüllt ist.
Die Blattwedel sind meist in Blattstiel und -spreite gegliedert. Die meist wenig gegliederten, in der Regel nur einfach gefiederten oder fiederschnittigen Wedel. Oft ist die Blattspreite relativ derb. Bei vielen Arten sind die sterilen Blätter und die Sporophylle verschieden gestaltet. Manche Arten besitzen sogar zwei Arten von sterilen Blättern (Heterophyllie).
Ihren deutschsprachigen Trivialnamen haben die Tüpfelfarne von den kreisrunden Sori, die meist ohne Schleier (Indusium) auf der Unterseite der Blattspreiten angeordnet sind. Die Blattspreiten bekommen dadurch ein typisch getüpfeltes Aussehen. Bei einigen Arten gehen die Sori allerdings ineinander über, so dass die Unterseite der Sporophylle dann ganz von Sporangien bedeckt ist.

## Systematik und Verbreitung

### Taxonomie
Die Familie Polypodiaceae wurde 1822 durch Bedřich Všemír von Berchtold und Jan Svatopluk Presl in Deliciae Pragenses, 159 aufgestellt. Typusgattung ist Polypodium L. Der Gattungsname Polypodium setzt sich aus den  altgriechischen Wörtern polys für „viel“ und pous/podos für „Fuß“ zusammen. Synonyme für Polypodiaceae Bercht. & J.Presl sind: Drynariaceae Ching, Grammitidaceae Newman, Gymnogrammitidaceae Ching, Loxogrammaceae Ching ex Pic.Serm., Platyceriaceae Ching, Pleurosoriopsidaceae Kurata & Ikebe ex Ching (Stand nach Wei & Zhang 2022).

### Botanische Geschichte
Die Gliederung der Familie der Polypodiaceae wird kontrovers diskutiert. Je nach Autor gibt es vor 2016 beispielsweise 10 bis über 50 Gattungen mit 500 bis etwa 1200 Arten. In jedem Fall handelt es sich um die artenreichste Farn-Familie.

### Äußere Systematik
Die Familie Polypodiaceae gehört zur Unterordnung Polypodiineae (früher Eupolypods I) innerhalb der Ordnung Polypodiales.
Das folgende Kladogramm zeigt innerhalb der Unterordnung Polypodiineae (Eupolypods I) die Verwandtschaftsverhältnisse er hier eingeordneten Familien und damit die phylogenetischen Beziehung zur Familie Polypodiaceae.
|  | Nephrolepidaceae |
|  |                  |
|  | Lomariopsidaceae |
|  |                  |

|  | Oleandraceae                                                   |
|  |                                                                |
|  | \| \| Davalliaceae \| \| \| \| \| \| Polypodiaceae \| \| \| \| |
|  |                                                                |
|  | Davalliaceae                                                   |
|  |                                                                |
|  | Polypodiaceae                                                  |
|  |                                                                |

|  | Davalliaceae  |
|  |               |
|  | Polypodiaceae |
|  |               |

|  | Oleandraceae                                                   |
|  |                                                                |
|  | \| \| Davalliaceae \| \| \| \| \| \| Polypodiaceae \| \| \| \| |
|  |                                                                |
|  | Davalliaceae                                                   |
|  |                                                                |
|  | Polypodiaceae                                                  |
|  |                                                                |

|  | Davalliaceae  |
|  |               |
|  | Polypodiaceae |
|  |               |

|  | Nephrolepidaceae |
|  |                  |
|  | Lomariopsidaceae |
|  |                  |

|  | Oleandraceae                                                   |
|  |                                                                |
|  | \| \| Davalliaceae \| \| \| \| \| \| Polypodiaceae \| \| \| \| |
|  |                                                                |
|  | Davalliaceae                                                   |
|  |                                                                |
|  | Polypodiaceae                                                  |
|  |                                                                |

|  | Davalliaceae  |
|  |               |
|  | Polypodiaceae |
|  |               |

|  | Oleandraceae                                                   |
|  |                                                                |
|  | \| \| Davalliaceae \| \| \| \| \| \| Polypodiaceae \| \| \| \| |
|  |                                                                |
|  | Davalliaceae                                                   |
|  |                                                                |
|  | Polypodiaceae                                                  |
|  |                                                                |

|  | Davalliaceae  |
|  |               |
|  | Polypodiaceae |
|  |               |

|  | Nephrolepidaceae |
|  |                  |
|  | Lomariopsidaceae |
|  |                  |

|  | Oleandraceae                                                   |
|  |                                                                |
|  | \| \| Davalliaceae \| \| \| \| \| \| Polypodiaceae \| \| \| \| |
|  |                                                                |
|  | Davalliaceae                                                   |
|  |                                                                |
|  | Polypodiaceae                                                  |
|  |                                                                |

|  | Davalliaceae  |
|  |               |
|  | Polypodiaceae |
|  |               |

|  | Oleandraceae                                                   |
|  |                                                                |
|  | \| \| Davalliaceae \| \| \| \| \| \| Polypodiaceae \| \| \| \| |
|  |                                                                |
|  | Davalliaceae                                                   |
|  |                                                                |
|  | Polypodiaceae                                                  |
|  |                                                                |

|  | Davalliaceae  |
|  |               |
|  | Polypodiaceae |
|  |               |

|  | Nephrolepidaceae |
|  |                  |
|  | Lomariopsidaceae |
|  |                  |

|  | Oleandraceae                                                   |
|  |                                                                |
|  | \| \| Davalliaceae \| \| \| \| \| \| Polypodiaceae \| \| \| \| |
|  |                                                                |
|  | Davalliaceae                                                   |
|  |                                                                |
|  | Polypodiaceae                                                  |
|  |                                                                |

|  | Davalliaceae  |
|  |               |
|  | Polypodiaceae |
|  |               |

|  | Oleandraceae                                                   |
|  |                                                                |
|  | \| \| Davalliaceae \| \| \| \| \| \| Polypodiaceae \| \| \| \| |
|  |                                                                |
|  | Davalliaceae                                                   |
|  |                                                                |
|  | Polypodiaceae                                                  |
|  |                                                                |

|  | Davalliaceae  |
|  |               |
|  | Polypodiaceae |
|  |               |

|  | Nephrolepidaceae |
|  |                  |
|  | Lomariopsidaceae |
|  |                  |

|  | Oleandraceae                                                   |
|  |                                                                |
|  | \| \| Davalliaceae \| \| \| \| \| \| Polypodiaceae \| \| \| \| |
|  |                                                                |
|  | Davalliaceae                                                   |
|  |                                                                |
|  | Polypodiaceae                                                  |
|  |                                                                |

|  | Davalliaceae  |
|  |               |
|  | Polypodiaceae |
|  |               |

|  | Oleandraceae                                                   |
|  |                                                                |
|  | \| \| Davalliaceae \| \| \| \| \| \| Polypodiaceae \| \| \| \| |
|  |                                                                |
|  | Davalliaceae                                                   |
|  |                                                                |
|  | Polypodiaceae                                                  |
|  |                                                                |

|  | Davalliaceae  |
|  |               |
|  | Polypodiaceae |
|  |               |

|  | Nephrolepidaceae |
|  |                  |
|  | Lomariopsidaceae |
|  |                  |

|  | Oleandraceae                                                   |
|  |                                                                |
|  | \| \| Davalliaceae \| \| \| \| \| \| Polypodiaceae \| \| \| \| |
|  |                                                                |
|  | Davalliaceae                                                   |
|  |                                                                |
|  | Polypodiaceae                                                  |
|  |                                                                |

|  | Davalliaceae  |
|  |               |
|  | Polypodiaceae |
|  |               |

|  | Oleandraceae                                                   |
|  |                                                                |
|  | \| \| Davalliaceae \| \| \| \| \| \| Polypodiaceae \| \| \| \| |
|  |                                                                |
|  | Davalliaceae                                                   |
|  |                                                                |
|  | Polypodiaceae                                                  |
|  |                                                                |

|  | Davalliaceae  |
|  |               |
|  | Polypodiaceae |
|  |               |

|  | Nephrolepidaceae |
|  |                  |
|  | Lomariopsidaceae |
|  |                  |

|  | Oleandraceae                                                   |
|  |                                                                |
|  | \| \| Davalliaceae \| \| \| \| \| \| Polypodiaceae \| \| \| \| |
|  |                                                                |
|  | Davalliaceae                                                   |
|  |                                                                |
|  | Polypodiaceae                                                  |
|  |                                                                |

|  | Davalliaceae  |
|  |               |
|  | Polypodiaceae |
|  |               |

|  | Oleandraceae                                                   |
|  |                                                                |
|  | \| \| Davalliaceae \| \| \| \| \| \| Polypodiaceae \| \| \| \| |
|  |                                                                |
|  | Davalliaceae                                                   |
|  |                                                                |
|  | Polypodiaceae                                                  |
|  |                                                                |

|  | Davalliaceae  |
|  |               |
|  | Polypodiaceae |
|  |               |

|  | Nephrolepidaceae |
|  |                  |
|  | Lomariopsidaceae |
|  |                  |

|  | Oleandraceae                                                   |
|  |                                                                |
|  | \| \| Davalliaceae \| \| \| \| \| \| Polypodiaceae \| \| \| \| |
|  |                                                                |
|  | Davalliaceae                                                   |
|  |                                                                |
|  | Polypodiaceae                                                  |
|  |                                                                |

|  | Davalliaceae  |
|  |               |
|  | Polypodiaceae |
|  |               |

|  | Oleandraceae                                                   |
|  |                                                                |
|  | \| \| Davalliaceae \| \| \| \| \| \| Polypodiaceae \| \| \| \| |
|  |                                                                |
|  | Davalliaceae                                                   |
|  |                                                                |
|  | Polypodiaceae                                                  |
|  |                                                                |

|  | Davalliaceae  |
|  |               |
|  | Polypodiaceae |
|  |               |

|  | Nephrolepidaceae |
|  |                  |
|  | Lomariopsidaceae |
|  |                  |

|  | Oleandraceae                                                   |
|  |                                                                |
|  | \| \| Davalliaceae \| \| \| \| \| \| Polypodiaceae \| \| \| \| |
|  |                                                                |
|  | Davalliaceae                                                   |
|  |                                                                |
|  | Polypodiaceae                                                  |
|  |                                                                |

|  | Davalliaceae  |
|  |               |
|  | Polypodiaceae |
|  |               |

|  | Oleandraceae                                                   |
|  |                                                                |
|  | \| \| Davalliaceae \| \| \| \| \| \| Polypodiaceae \| \| \| \| |
|  |                                                                |
|  | Davalliaceae                                                   |
|  |                                                                |
|  | Polypodiaceae                                                  |
|  |                                                                |

|  | Davalliaceae  |
|  |               |
|  | Polypodiaceae |
|  |               |

|  | Nephrolepidaceae |
|  |                  |
|  | Lomariopsidaceae |
|  |                  |

|  | Oleandraceae                                                   |
|  |                                                                |
|  | \| \| Davalliaceae \| \| \| \| \| \| Polypodiaceae \| \| \| \| |
|  |                                                                |
|  | Davalliaceae                                                   |
|  |                                                                |
|  | Polypodiaceae                                                  |
|  |                                                                |

|  | Davalliaceae  |
|  |               |
|  | Polypodiaceae |
|  |               |

|  | Oleandraceae                                                   |
|  |                                                                |
|  | \| \| Davalliaceae \| \| \| \| \| \| Polypodiaceae \| \| \| \| |
|  |                                                                |
|  | Davalliaceae                                                   |
|  |                                                                |
|  | Polypodiaceae                                                  |
|  |                                                                |

|  | Davalliaceae  |
|  |               |
|  | Polypodiaceae |
|  |               |

|  | Nephrolepidaceae |
|  |                  |
|  | Lomariopsidaceae |
|  |                  |

|  | Oleandraceae                                                   |
|  |                                                                |
|  | \| \| Davalliaceae \| \| \| \| \| \| Polypodiaceae \| \| \| \| |
|  |                                                                |
|  | Davalliaceae                                                   |
|  |                                                                |
|  | Polypodiaceae                                                  |
|  |                                                                |

|  | Davalliaceae  |
|  |               |
|  | Polypodiaceae |
|  |               |

|  | Oleandraceae                                                   |
|  |                                                                |
|  | \| \| Davalliaceae \| \| \| \| \| \| Polypodiaceae \| \| \| \| |
|  |                                                                |
|  | Davalliaceae                                                   |
|  |                                                                |
|  | Polypodiaceae                                                  |
|  |                                                                |

|  | Davalliaceae  |
|  |               |
|  | Polypodiaceae |
|  |               |

|  | Nephrolepidaceae |
|  |                  |
|  | Lomariopsidaceae |
|  |                  |

|  | Oleandraceae                                                   |
|  |                                                                |
|  | \| \| Davalliaceae \| \| \| \| \| \| Polypodiaceae \| \| \| \| |
|  |                                                                |
|  | Davalliaceae                                                   |
|  |                                                                |
|  | Polypodiaceae                                                  |
|  |                                                                |

|  | Davalliaceae  |
|  |               |
|  | Polypodiaceae |
|  |               |

|  | Oleandraceae                                                   |
|  |                                                                |
|  | \| \| Davalliaceae \| \| \| \| \| \| Polypodiaceae \| \| \| \| |
|  |                                                                |
|  | Davalliaceae                                                   |
|  |                                                                |
|  | Polypodiaceae                                                  |
|  |                                                                |

|  | Davalliaceae  |
|  |               |
|  | Polypodiaceae |
|  |               |

|  | Nephrolepidaceae |
|  |                  |
|  | Lomariopsidaceae |
|  |                  |

|  | Oleandraceae                                                   |
|  |                                                                |
|  | \| \| Davalliaceae \| \| \| \| \| \| Polypodiaceae \| \| \| \| |
|  |                                                                |
|  | Davalliaceae                                                   |
|  |                                                                |
|  | Polypodiaceae                                                  |
|  |                                                                |

|  | Davalliaceae  |
|  |               |
|  | Polypodiaceae |
|  |               |

|  | Oleandraceae                                                   |
|  |                                                                |
|  | \| \| Davalliaceae \| \| \| \| \| \| Polypodiaceae \| \| \| \| |
|  |                                                                |
|  | Davalliaceae                                                   |
|  |                                                                |
|  | Polypodiaceae                                                  |
|  |                                                                |

|  | Davalliaceae  |
|  |               |
|  | Polypodiaceae |
|  |               |

|  | Nephrolepidaceae |
|  |                  |
|  | Lomariopsidaceae |
|  |                  |

|  | Oleandraceae                                                   |
|  |                                                                |
|  | \| \| Davalliaceae \| \| \| \| \| \| Polypodiaceae \| \| \| \| |
|  |                                                                |
|  | Davalliaceae                                                   |
|  |                                                                |
|  | Polypodiaceae                                                  |
|  |                                                                |

|  | Davalliaceae  |
|  |               |
|  | Polypodiaceae |
|  |               |

|  | Oleandraceae                                                   |
|  |                                                                |
|  | \| \| Davalliaceae \| \| \| \| \| \| Polypodiaceae \| \| \| \| |
|  |                                                                |
|  | Davalliaceae                                                   |
|  |                                                                |
|  | Polypodiaceae                                                  |
|  |                                                                |

|  | Davalliaceae  |
|  |               |
|  | Polypodiaceae |
|  |               |

|  | Nephrolepidaceae |
|  |                  |
|  | Lomariopsidaceae |
|  |                  |

|  | Oleandraceae                                                   |
|  |                                                                |
|  | \| \| Davalliaceae \| \| \| \| \| \| Polypodiaceae \| \| \| \| |
|  |                                                                |
|  | Davalliaceae                                                   |
|  |                                                                |
|  | Polypodiaceae                                                  |
|  |                                                                |

|  | Davalliaceae  |
|  |               |
|  | Polypodiaceae |
|  |               |

|  | Oleandraceae                                                   |
|  |                                                                |
|  | \| \| Davalliaceae \| \| \| \| \| \| Polypodiaceae \| \| \| \| |
|  |                                                                |
|  | Davalliaceae                                                   |
|  |                                                                |
|  | Polypodiaceae                                                  |
|  |                                                                |

|  | Davalliaceae  |
|  |               |
|  | Polypodiaceae |
|  |               |

|  | Nephrolepidaceae |
|  |                  |
|  | Lomariopsidaceae |
|  |                  |

|  | Oleandraceae                                                   |
|  |                                                                |
|  | \| \| Davalliaceae \| \| \| \| \| \| Polypodiaceae \| \| \| \| |
|  |                                                                |
|  | Davalliaceae                                                   |
|  |                                                                |
|  | Polypodiaceae                                                  |
|  |                                                                |

|  | Davalliaceae  |
|  |               |
|  | Polypodiaceae |
|  |               |

|  | Oleandraceae                                                   |
|  |                                                                |
|  | \| \| Davalliaceae \| \| \| \| \| \| Polypodiaceae \| \| \| \| |
|  |                                                                |
|  | Davalliaceae                                                   |
|  |                                                                |
|  | Polypodiaceae                                                  |
|  |                                                                |

|  | Davalliaceae  |
|  |               |
|  | Polypodiaceae |
|  |               |

### Innere Systematik
Molekulargenetische, phylogenetische Analysen führen dazu nach PPG I 2016 die Familie Polypodiaceae in sechs Unterfamilien zu gliedern. Es wurden Gattungen eingegliedert, die davor zu den Familien Drynariaceae, Grammitidaceae, Gymnogrammitidaceae, Loxogrammaceae, Platyceriaceae und Pleurisoriopsidaceae gehörten.
Das folgende Kladogramm zeigt die Verwandtschaftsverhältnisse der Unterfamilien nach Schuettpelz et al. 2008, als die Grammitidoideae noch nicht von den Polypodioideae getrennt waren.
|  | Drynarioideae                                                      |
|  |                                                                    |
|  | \| \| Platycerioideae \| \| \| \| \| \| Microsoroideae \| \| \| \| |
|  |                                                                    |
|  | Platycerioideae                                                    |
|  |                                                                    |
|  | Microsoroideae                                                     |
|  |                                                                    |

|  | Platycerioideae |
|  |                 |
|  | Microsoroideae  |
|  |                 |

|  | Drynarioideae                                                      |
|  |                                                                    |
|  | \| \| Platycerioideae \| \| \| \| \| \| Microsoroideae \| \| \| \| |
|  |                                                                    |
|  | Platycerioideae                                                    |
|  |                                                                    |
|  | Microsoroideae                                                     |
|  |                                                                    |

|  | Platycerioideae |
|  |                 |
|  | Microsoroideae  |
|  |                 |

|  | Drynarioideae                                                      |
|  |                                                                    |
|  | \| \| Platycerioideae \| \| \| \| \| \| Microsoroideae \| \| \| \| |
|  |                                                                    |
|  | Platycerioideae                                                    |
|  |                                                                    |
|  | Microsoroideae                                                     |
|  |                                                                    |

|  | Platycerioideae |
|  |                 |
|  | Microsoroideae  |
|  |                 |

|  | Drynarioideae                                                      |
|  |                                                                    |
|  | \| \| Platycerioideae \| \| \| \| \| \| Microsoroideae \| \| \| \| |
|  |                                                                    |
|  | Platycerioideae                                                    |
|  |                                                                    |
|  | Microsoroideae                                                     |
|  |                                                                    |

|  | Platycerioideae |
|  |                 |
|  | Microsoroideae  |
|  |                 |

Es gibt mehrere Gliederungen dieser Verwandtschaftsgruppe. Entweder im Rang einer Familie Polypodiaceae gegliedert in Unterfamilien oder die Familie Polypodiaceae hat den Rang einer Unterfamilie und wird in Tribus gegliedert. In der folgenden Tabelle werden zwei Gliederungen, die zeitlich nur zwei Jahre auseinander liegen gegenübergestellt:
| PPG I 2016                                        | Christenhusz & Chase 2014                 |
| ------------------------------------------------- | ----------------------------------------- |
| Familie Polypodiaceae J.Presl & C.Presl           | Unterfamilie Polypodioideae B.K.Nayar     |
| Unterfamilie Loxogrammoideae H.Schneid.           | Tribus Loxogrammeae R.M.Tryon & A.F.Tryon |
| Unterfamilie Platycerioideae B.K.Nayar            | Tribus Platycerieae Christenh.            |
| Unterfamilie Drynarioideae Crabbe, Jermy & Mickel | Tribus Drynarieae Chandra                 |
| Unterfamilie Microsoroideae B.K.Nayar             | Tribus Microsoreae V.N.Tu                 |
| Unterfamilie Polypodioideae Sweet                 | Tribus Polypodieae Hook. & Lindl. ex Duby |
| Unterfamilie Grammitidoideae Parris & Sundue      | Tribus Polypodieae Hook. & Lindl. ex Duby |

### Gattungen und ihre Verbreitung
Diese Farne gedeihen zumeist in den Subtropen bis Tropen. Nur ganz wenige Arten kommen auch in den gemäßigten Gebieten vor, in Europa beispielsweise nur vier Arten der Tüpfelfarne (Polypodium). In China gibt es etwa 39 Gattungen mit etwa 267 Arten, etwa 82 nur dort (Stand 2013).

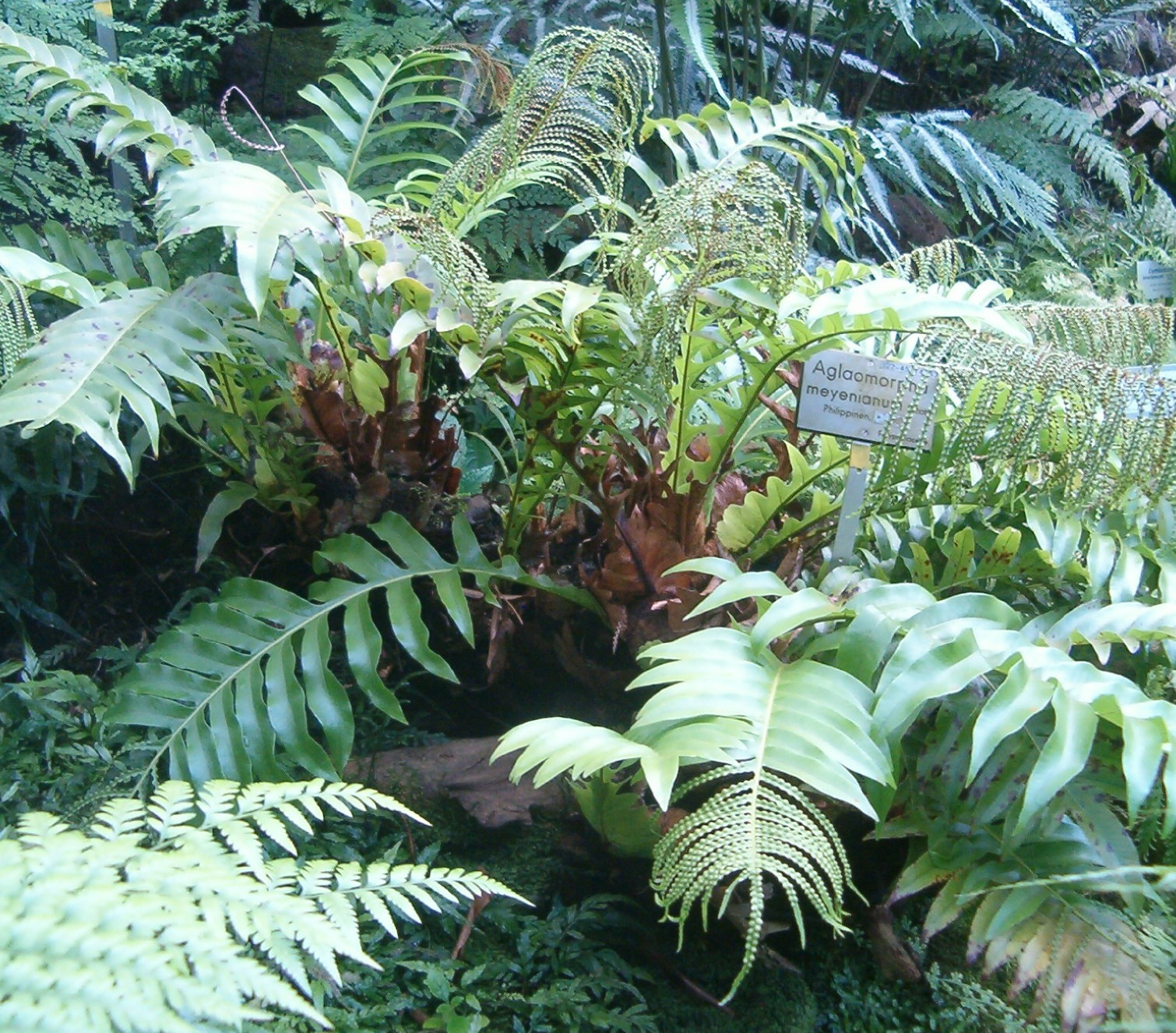
Drynaria meyeniana

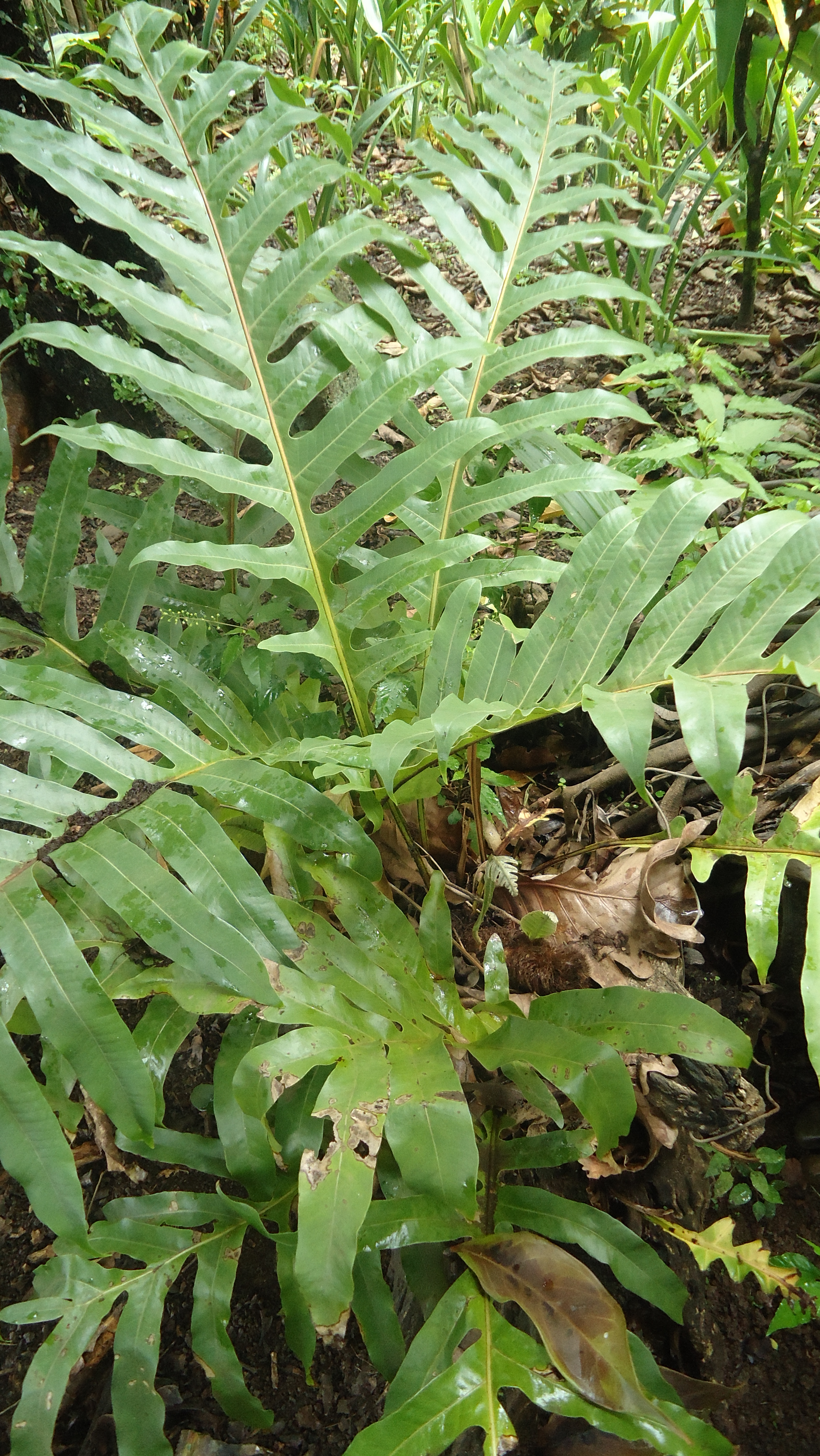
Eichenblättriger Korbfarn (Drynaria quercifolia)

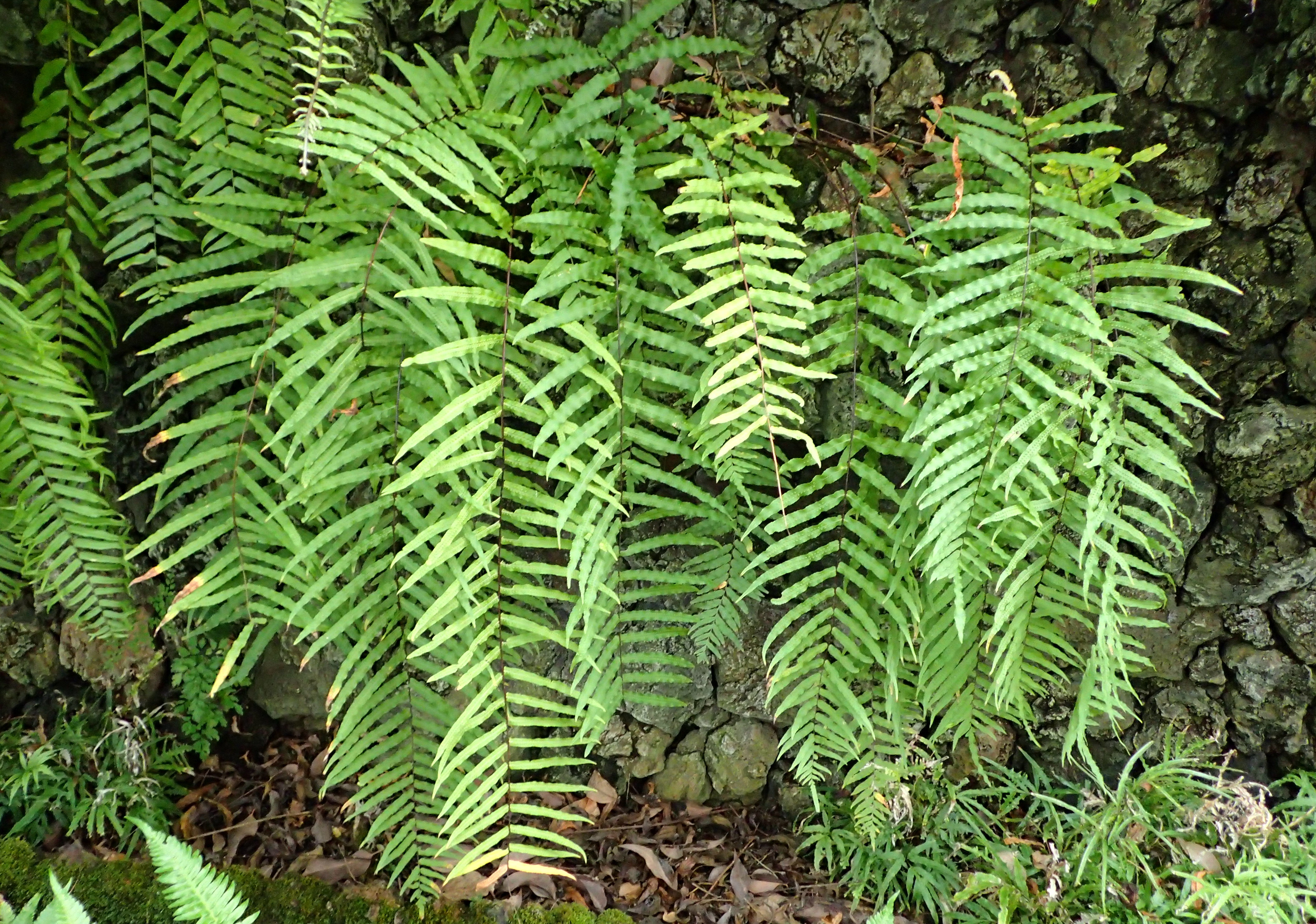
Goniophlebium subauriculatum

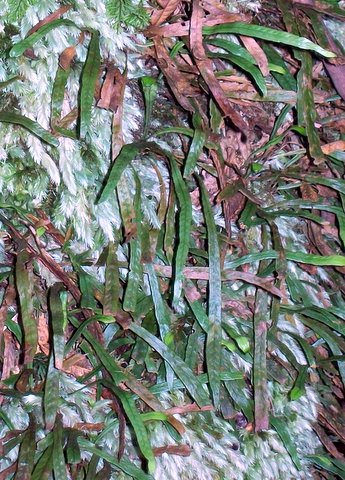
Grammitis billardierei

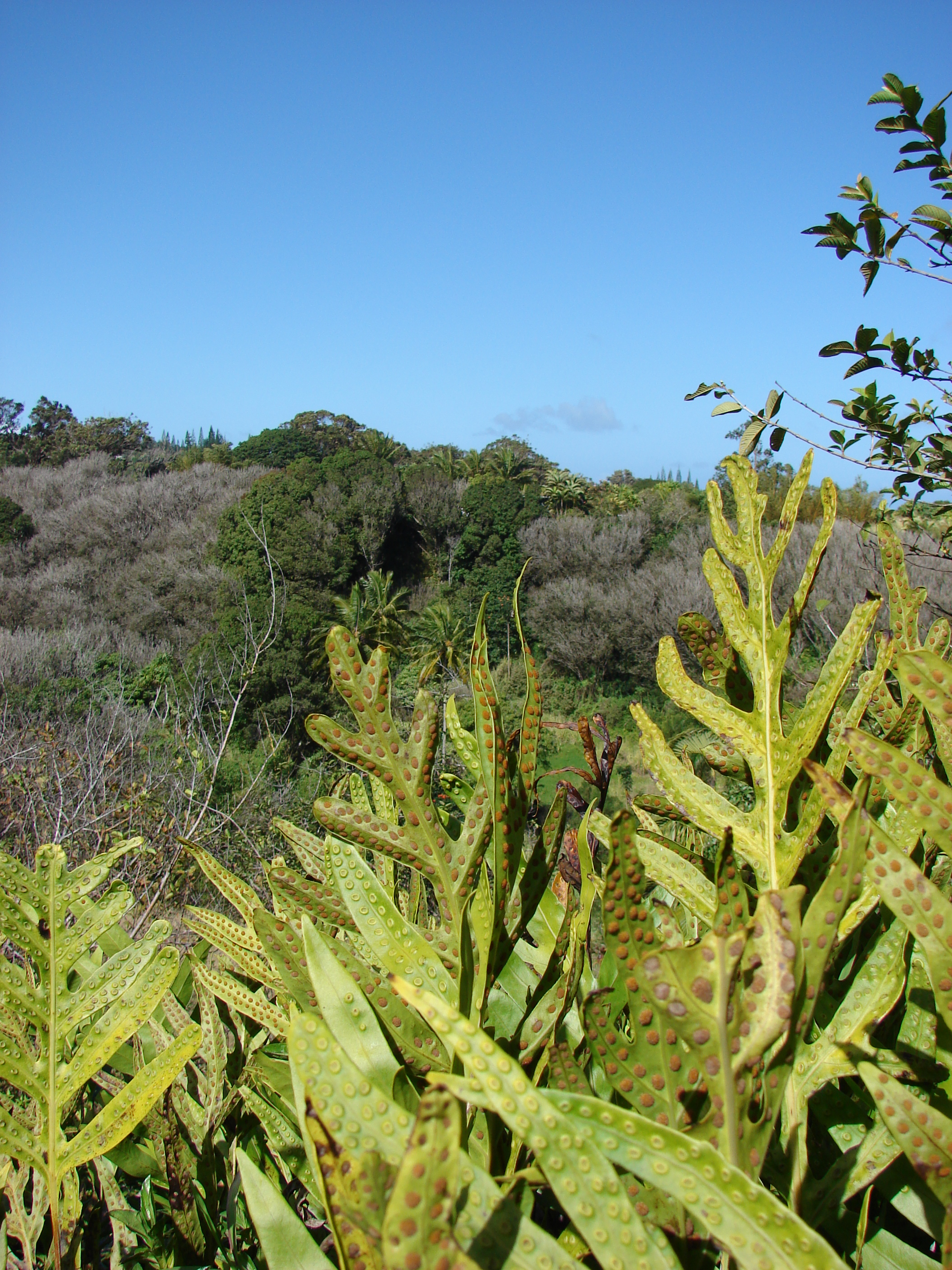
Phymatosorus grossus

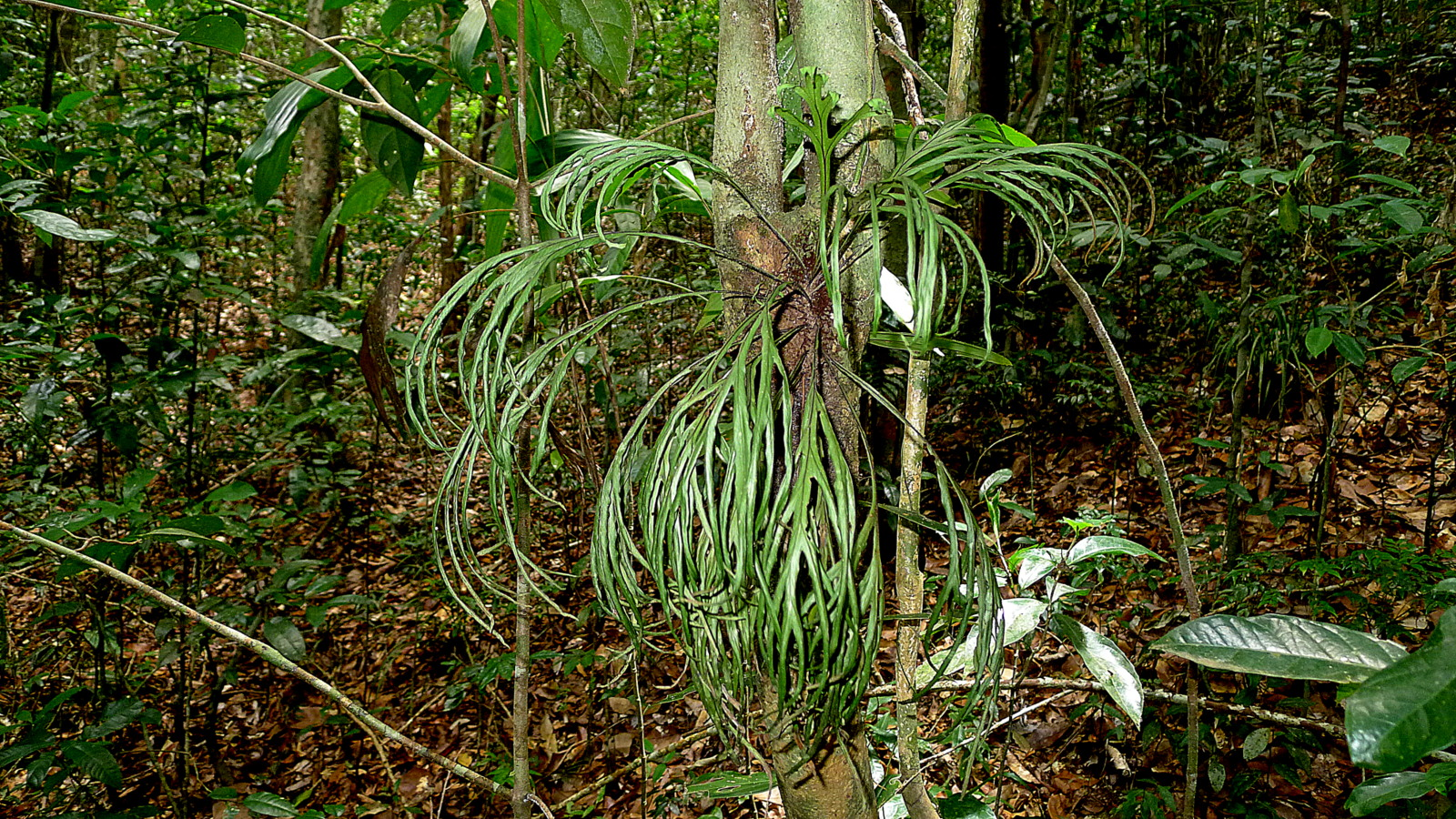
Epiphytisch wachsend: Habitus von Pleopeltis furcata

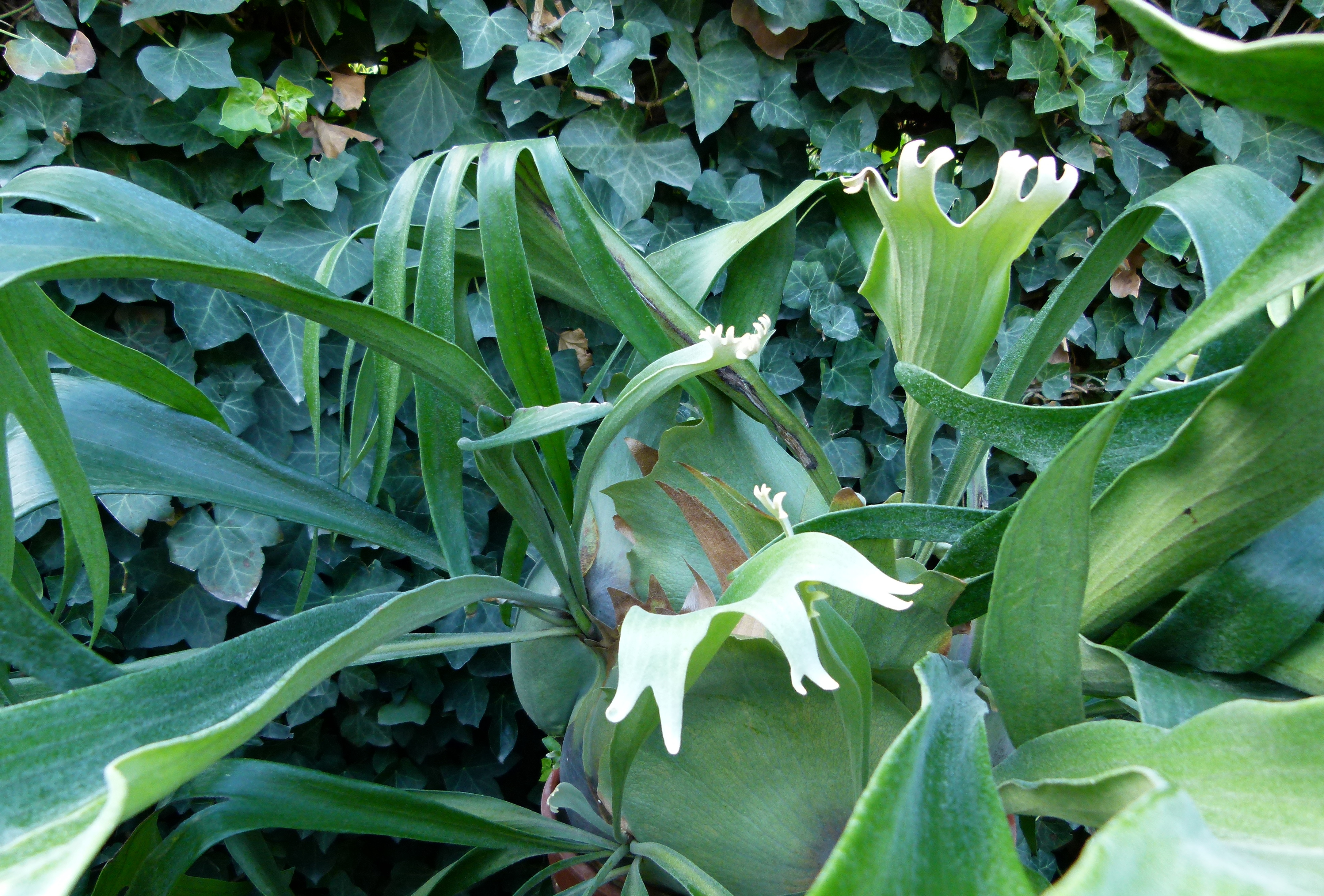
Geweihfarn (Platycerium alcicorne)

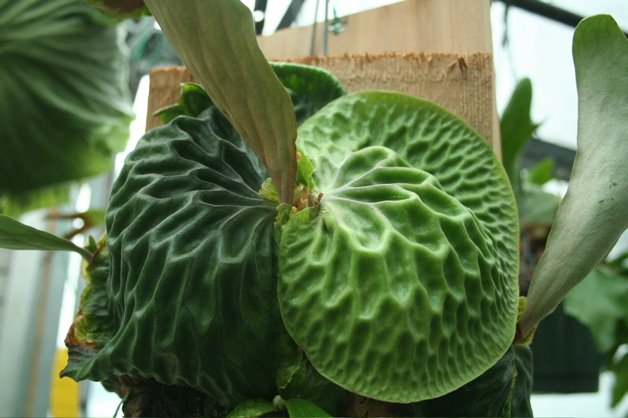
Platycerium madagascariense

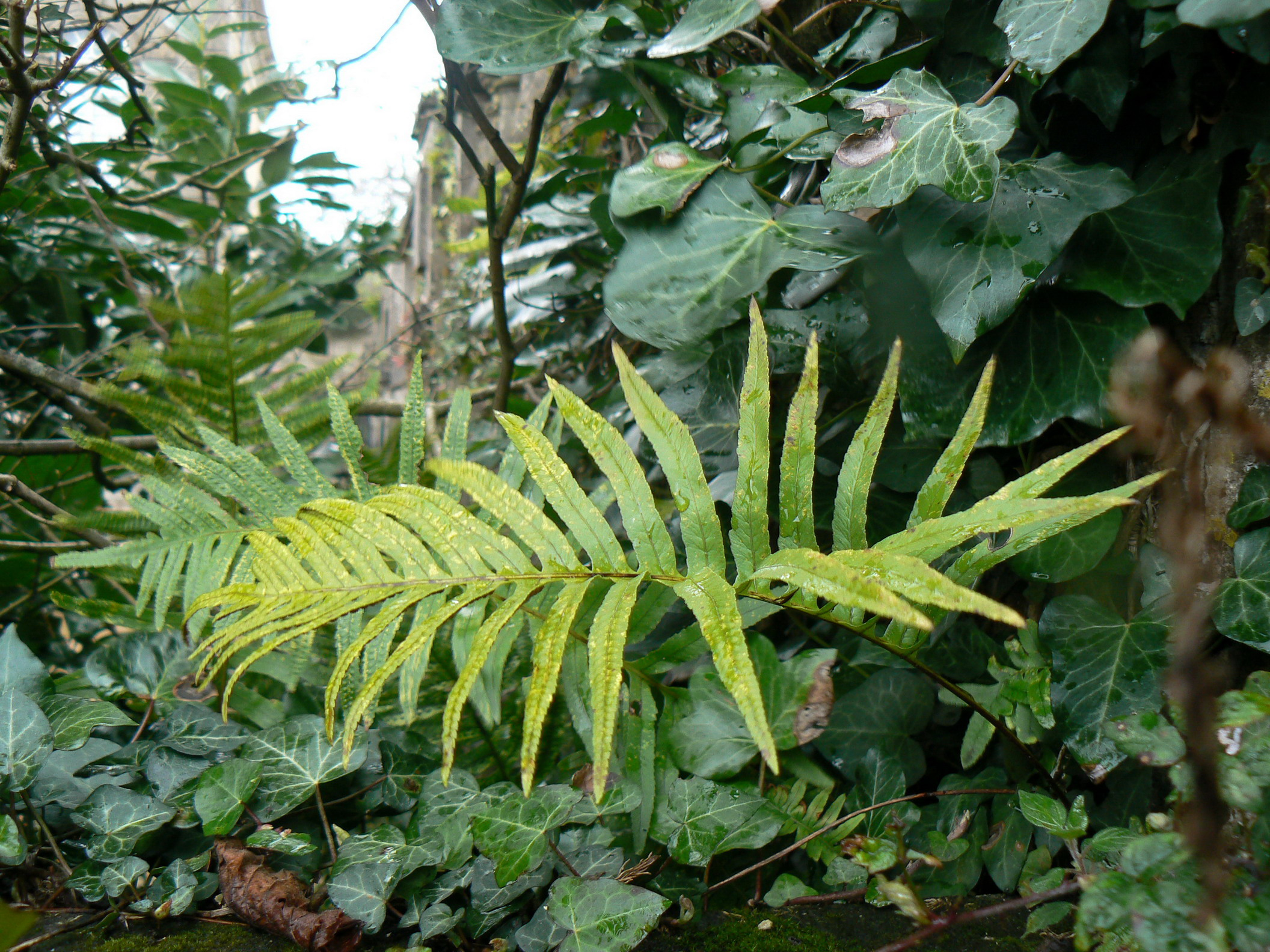
Südlicher Tüpfelfarn (Polypodium cambricum)

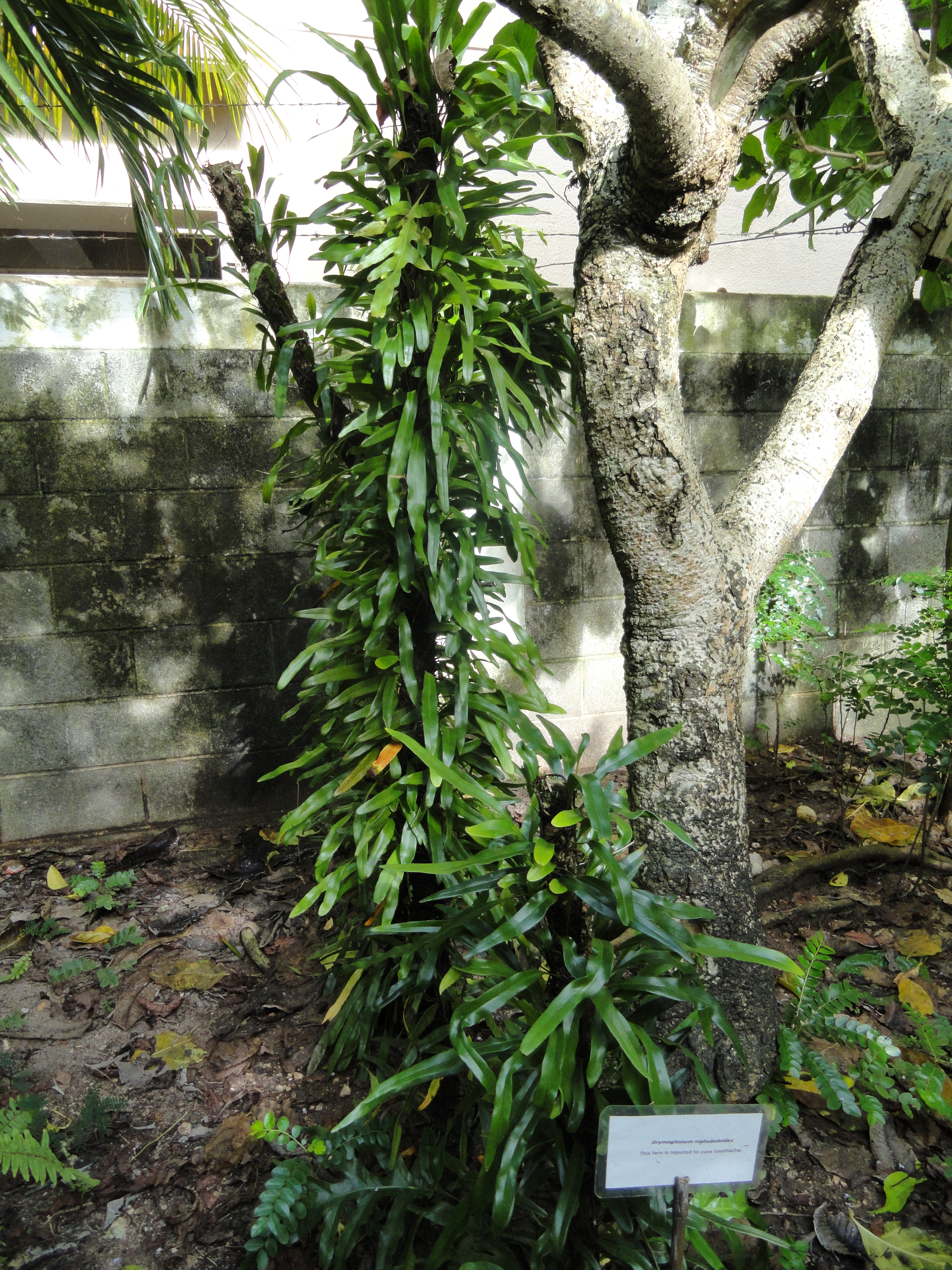
Pyrrosia niphoboloides

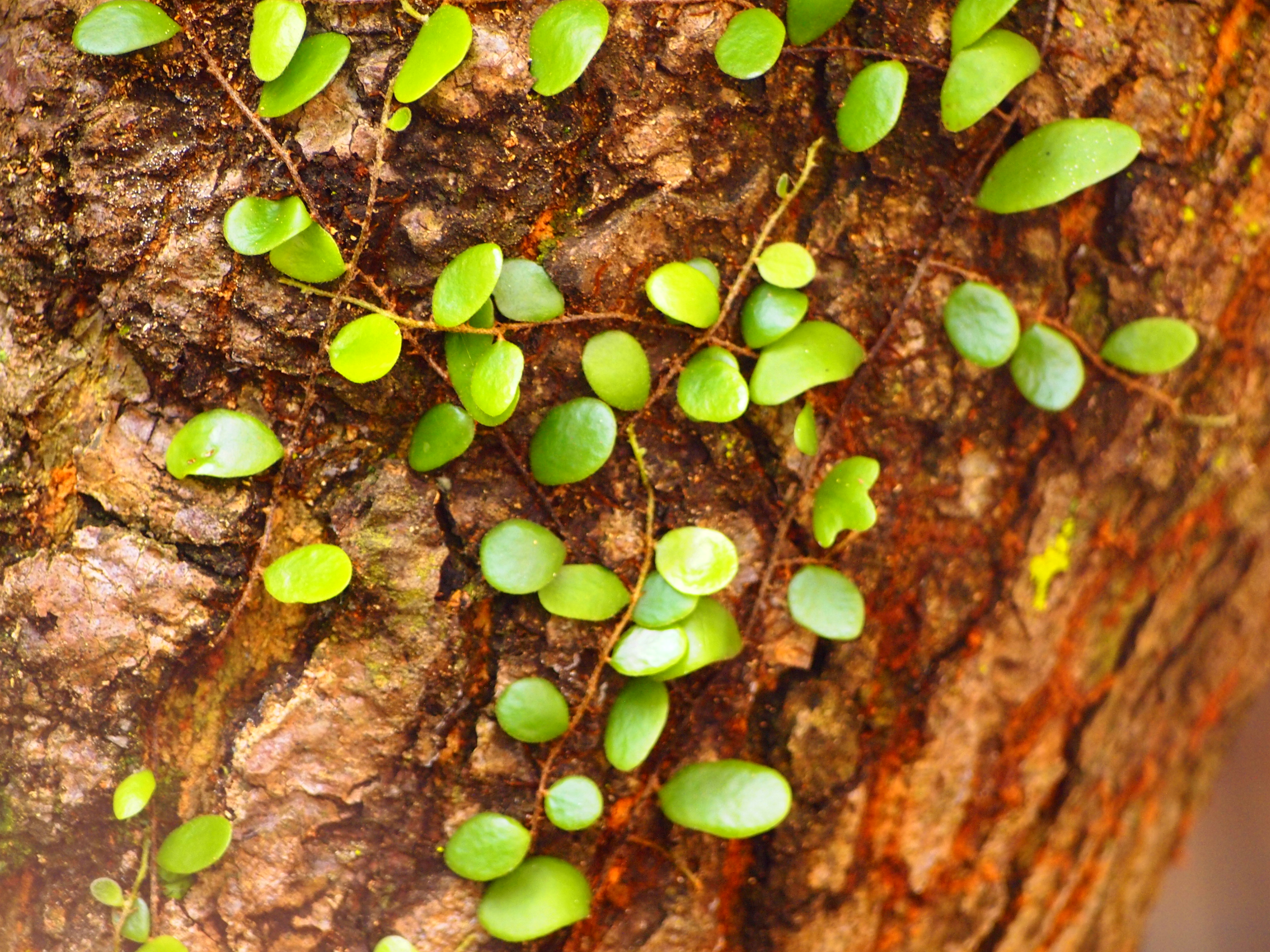
Pyrrosia piloselloides

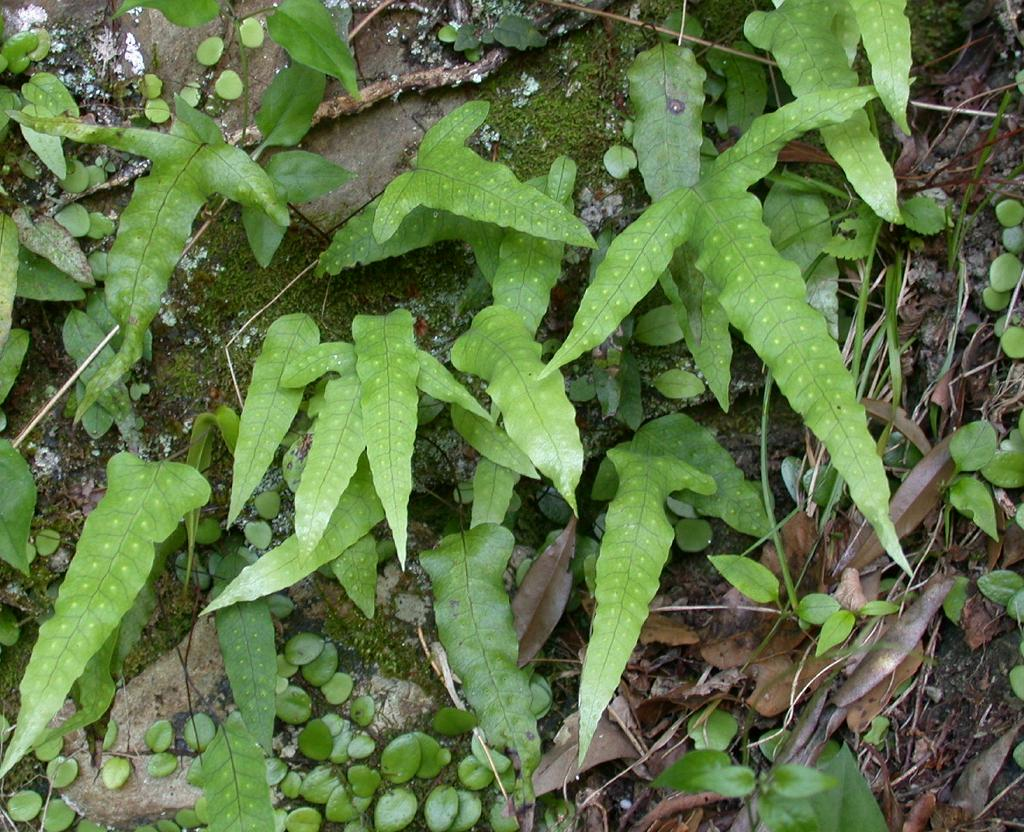
Selliguea hastata

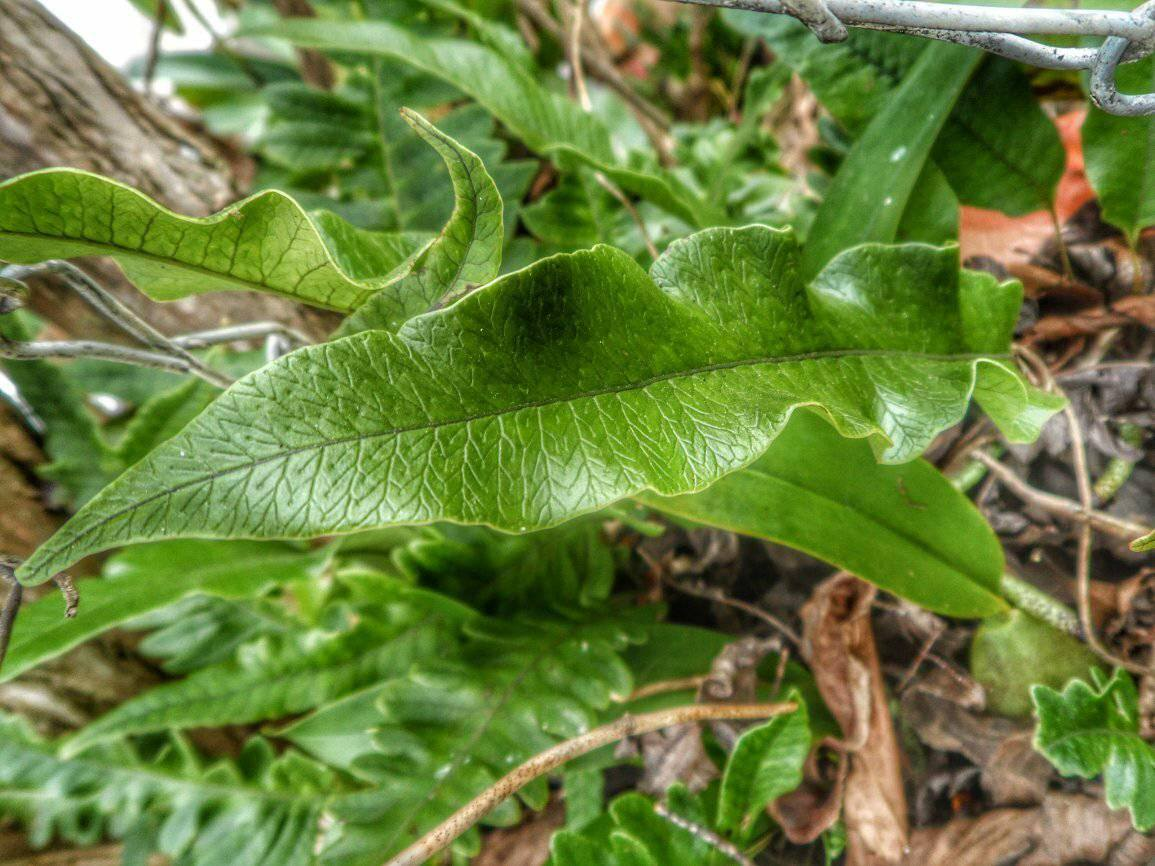
Serpocaulon levigatum

Die Familie der Polypodiaceae enthält etwa 67 Gattungen mit etwa 1731 Arten und 39 Naturhybriden (Stand 2022):
- Acrosorus Copel.: Die etwa neun Arten kommen von Südostasien über Malesien bis Polynesien, beispielsweise zu den Samoa-Inseln vor.[3]
- Adetogramma T.E.Almeida: Sie wurde 2017 aufgestellt und enthält nur eine Art:[3]
  - Adetogramma chrysolepis (Hook.) T.E.Almeida: Diese Neukombination erfolgte 2017. Sie kommt in Südamerika in Ecuador, in den argentinischen Provinzen Catamarca, Jujuy, Salta sowie Tucumán, in Peru und in den bolivianischen Departamentos Chuquisaca, Cochabamba, La Paz sowie Tarija vor.[3]
- Adenophorus Gaudich.: Die etwa zehn Arten und zwei Naturhybriden kommen nur in Hawaii vor.[3]
- Alansmia M.Kessler, Moguel, Sundue & Labiak: Sie wurde 2011 aufgestellt. Die etwa 26 Arten sind hauptsächlich in der Neotropis verbreitet. Nur zwei Arten kommen im tropischen Afrika vor.[3]
- Archigrammitis Parris: Sie wurde 2013 aufgestellt. Von den etwa sechs Arten kommen etwa zwei in Malesien  und etwa vier Arten auf pazifischen Inseln vor.[3]
- Ascogrammitis Sundue: Sie wurde 2010 aufgestellt. Die etwa 18 Arten sind in der Neotropis verbreitet.[3]
- Bosmania Testo: Sie wurde 2019 aufgestellt. Von den nur drei Arten kommen zwei nur im nordwestlichen bis westlichen Madagaskar vor und die dritte Art ist von Indien über den Himalaya sowie Indochina bis China und auf den Philippinen sowie Sulawesi verbreitet.[3]
- Calymmodon C.Presl s. str. (Syn.: Plectopteris Fée): Die etwa 55 Arten kommen hauptsächlich auf Borneo sowie Neuguinea vor. Es gibt einige Arten in Sri Lanka und von Südostasien über Malesien bis Australien sowie Polynesien.[3] Jeweils drei Arten kommen China sowie Taiwan vor.[1][3]
- Riemenfarne (Campyloneurum C.Presl, Cyrtophlebium (R.Br.) J.Sm. nom. superfl., Hyalotrichia Copel. non Dennis, Hyalotrichopteris L.D.Gómez comb. superfl., Hyalotrichopteris W.H.Wagner nom. nov.): Die etwa 64 Arten gedeihen in der Neotropis.[3]
- Ceradenia L.E.Bishop (Syn.: Idiogramma S.R.Ghosh): Die etwa 77 Arten sind hauptsächlich in der Neotropis verbreitet. Wenige Arten gibt es auf Inseln im Indischen Ozean und zwei Arten sind kommen als Endemiten in kleinen Arealen im tropischen Afrika vor.[3]
- Chrysogrammitis Parris: Die etwa zwei Arten kommen in Sri Lanka, Taiwan, von Südostasien bis Malesien und auf Pazifischen Inseln vor.[1][3]
- Cochlidium Kaulf.: die etwa 17 Arten sind in der Neotropis verbreitet, eine Art reicht auch bis Afrika und zu Inseln im Indischen Ozean.[3]
- Ctenopterella Parris: Sie wurde 2007 aufgestellt. Die etwa 21 Arten sind in der Paläotropis verbreitet.[3]
- Dasygrammitis Parris: Sie wurde 2007 aufgestellt. Die etwa Arten kommen im tropischen Asien von Sri Lanka über China (eine Art)[1] und Malesien bis auf Pazifischen Inseln vor.[3]
- Dictymia J.Sm. (Syn.: Dictyopteris C.Presl non Lamoureux): Die nur zwei Arten kommen im östlichen Australien, in Neukaledonien und auf der zu Fidschi gehörenden Insel Viti Levu vor.[3]
- Drynaria (Bory) J.Sm. nom. cons. s. l. (Syn.: Polypodium subgen. Drynaria Bory, Aglaomorpha Schott nom. rej., Drynariopsis (Copel.) Ching, Dryostachyum J.Sm., Hemistachyum (Copel.) Ching, Hemistachyum Copel., Holostachyum (Copel.) Ching, Merinthosorus Copel., Photinopteris J.Sm., Pseudodrynaria C.Chr., Psygmium C.Presl, Saccopteris Alderw., Thayeria Copel.): Die etwa 33 Arten und eine Naturhybride gedeihen in der Paläotropis. Sie kommen in Afrika und vom tropischen Asien über Malesien bis ins nordöstliche Australien vor.[3] In der Flora of China 2013 sind für China etwa neun Arten verzeichnet, eine davon nur dort.[1]
- Enterosora Baker (Syn.: Glyphotaenium (J.Sm.) J.Sm., Zygophlebia L.E.Bishop): Die etwa 29 Arten sind in der Neotropis, im tropischen Afrika, in Madagaskar und auf den Maskarenen verbreitet.[3]
- Galactodenia Sundue & Labiak: Sie wurde 2012 aufgestellt. Die etwa fünf Arten sind in der Neotropis verbreitet.[3]
- Goniophlebium (Blume) C.Presl (Syn.: Polypodium sect. Goniophlebium Blume, Polypodium subg. Goniophlebium (Blume) C.Chr., Metapolypodium Ching, Polypodiastrum Ching, Polypodiodes Ching, Schellolepis J.Sm.): Die etwa 34 Arten kommen hauptsächlich vom tropischen Asien bis Malesien vor.[3] Beispielsweise waren in der Flora of China 2013 zwei Arten in China verzeichnet,[1] seither kamen weitere Arten durch Neukombinationen hinzu. Eine Art kommt auf den Fidschi-Inseln vor.
- Grammitis Sw. (Syn.: Mecosorus Klotzsch, Nanopteris Vareschi): Parris definiert diese Gattung sehr weit mit etwa 400 Arten.[3] Bei anderen Autoren sind es beispielsweise 200 Arten. Diese Verwandtschaftsgruppe wird kontrovers diskutiert bis hin zum Rang einer Unterfamilie oder eigenen Familie.
- Gymnogrammitis Griffith: Es gibt nur eine Art:[1][3]
  - Gymnogrammitis dareiformis (Hook.) Ching: Sie kommt in Indien, Bhutan, Nepal, Myanmar, nördlichen Thailand, Laos, Vietnam und in den chinesischen Provinzen Guangxi, Guizhou, Hainan, Hunan sowie Yunnan vor.[1][3]
- Hovenkampia Li Bing Zhang & X.M.Zhou: Sie wurde 2017 aufgestellt. Die nur drei Arten sind vom tropischen bis ins südliche Afrika verbreitet.[3]
- Lecanopteris Reinw. (Syn.: Dendroconche Copel., Lecanium Reinw., Myrmecophila Christ, Myrmecopteris Pic.Serm., Onychium Reinw. non Kaulf., Zealandia Testo & A.R.Field): Die seit 2021 etwa 24 Arten sind von Malesien über Australien bis zu Pazifischen Inseln verbreitet.[3]
- Lellingeria A.R.Sm. & R.C.Moran: Die etwa 52 Arten sind in der Neotropis verbreitet.[3]
- Lepisorus (J.Sm.) Ching s. l. (Syn.: Belvisia Mirb., Caobangia A.R.Sm. & X.C.Zhang, Cheiropteris Christ, Drymotaenium Makino nom. rej., Ellipinema Li Bing Zhang & Liang Zhang, Hyalolepis Kunze, Hymenolepis Kaulf., Lemmaphyllum C.Presl, Lepidogrammitis Ching, Lepidomicrosorium Ching & K.H.Shing, Macroplethus C.Presl, Neocheiropteris Christ s. str., Neolepisorus Ching, Paragramma (Blume) T.Moore, Platygyria Ching & S.K.Wu, Pleopeltis sect. Lepisorus J.Sm., Tricholepidium Ching, Weatherbya Copel., ×Ellipisorus Li Bing Zhang & Liang Zhang, ×Lepinema Li Bing Zhang & Liang Zhang): Von den seit 2019 etwa 99 Arten kommen die meisten die meisten in China und vom tropischen Asien bis Ostasien vor. Wenige Arten gibt in Afrika, Madagaskar und auf Inseln im westlichen Pazifik.[3] In der Flora of China sind 2013 für China etwa 49 Arten verzeichnet, 23 davon nur dort.[1]
- Leptochilus Kaulf. (Syn.: Anapausia C.Presl, Colysis C.Presl, Dendroglossa C.Presl, Gymnopteris C.Presl non Bernhardi, Kontumia S.K.Wu & P.K.Lôc, Myuropteris C.Chr., Nistarika B.K.Nayar, Madhus. & Molly, Paraleptochilus Copel., Selliguea Blume non Bory): Die etwa 33 Arten und zwei Naturhybriden 2 sind vom tropischen Asien bis Ostasien und Malesien verbreitet, drei Arten reichen bis Queensland.[3] In der Flora of China 2013 sind für China etwa 13 Arten verzeichnet, 2 davon nur dort.[1] Der Umfang dieser Gattung wird kontrovers diskutiert.[3]
- Lomaphlebia J.Sm.: Von den nur zwei Arten kommt eine nur auf Jamaika und die andere nur auf Kuba vor.[3]
- Loxogramme (Blume) C.Presl (Syn.: Anarthropteris Copel. Antrophyum sect. Loxogramme Blume): Die etwa 38 Arten sind pantropisch verbreitet. Sie gedeihen hauptsächlich vom subtropischen bis tropischen Asien und in Malesien. Zwei Arten kommen in Afrika vor. Je eine Art kommt in Zentralamerika, auf Pazifischen Inseln, in Madagaskar und Neuseeland vor.[3] In der Flora of China 2013 sind für China etwa zwölf Arten verzeichnet, eine davon nur dort.[1]
- Luisma M.T.Murillo & A.R.Sm.: Sie wurde 2003 erstbeschrieben und enthält nur eine Art:[3]
  - Luisma bivascularis M.T.Murillo & A.R.Sm.: Dieser Endemit kommt im kolumbianischen Risaralda vor.[3]
- Melpomene A.R.Sm. & R.C.Moran (Syn.: Polypodium sect. Cryptosorus (Fée) E.Fourn., Cryptosorus Fée, Grammitis sect. Cryptosorus (Fée) R.M.Tryon & A.F.Tryon): Die etwa 30 Arten gedeihen in der Neotropis. Eine Art reicht bis ins tropische Afrika und eine Varietät kommt nur in Madagaskar vor.[3]
- Microgramma C.Presl (Syn.: Anapeltis J.Sm., Craspedaria Link, Goniophlebium sect. Lopholepis J.Sm., Lopholepis (J.Sm.) J.Sm. non Decne., Solanopteris Copel., Microgramma subgen. Solanopteris (Copel.) Lellinger): Die etwa 31 Arten und eine Naturhybrid gedeihen hauptsächlich in der Neotropis. Nur eine Art kommt von Afrika über Madagaskar und die Maskarenen bis ins südliche Indien vor.[3]
- Micropolypodium Hayata s. str.: Von den etwa drei Arten kommen zwei vom südlichen Himalaya über China bis Indochina vor. Eine Art ist ein Endemit des Berges Pulog auf Luzon und wurde nur dreimal gesammelt.[3]
- Microsorum Link s. l. (Syn.: Campylogramma Alderw., Diblemma J.Sm., Kaulinia B.K.Nayar, Myuropteris C.Chr., Phymatosorus Pic.Serm.): Die etwa 46 Arten und eine Naturhybride gedeihen in der Paläotropis, hauptsächlich im tropischen Asien, beispielsweise etwa fünf Arten in China,[1] und Malesien.[3] Einige Arten kommen auf pazifischen Inseln vor. Nur zwei Arten sind in Afrika sowie auf Madagaskar und auf Inseln des Indischen Ozeans verbreitet.[3]
- Moranopteris R.Y.Hirai & J.Prado (Syn.: Micropolypodium auct. non Hayata): Sie wurde 2011 aufgestellt. Die etwa 32 Arten sind hauptsächlich in der Neotropis verbreitet. Nur eine Art kommt in Madagaskar vor.[3]
- Mycopteris Sundue: Sie wurde 2013 aufgestellt. Die etwa 18 Arten sind in der Neotropis verbreitet.[3]
- Niphidium J.Sm. (Syn.: Anaxetum Schott non Gaertner, Pessopteris Underw. ex Maxon, Pleuridium (C.Presl) Fée): Die etwa elf Arten sind in der Neotropis, hauptsächlich in Südamerika verbreitet.[3]
- Notogrammitis Parris: Sie wurde 2012 aufgestellt. Die etwa zwölf Arten sind auf der Südhalbkugel verbreitet. Es gibt Arten in Australien, Neuseeland und drei Arten in der Capensis, Argentinien sowie Chile und vorgelagerten Inseln.[3]
- Parrisia Shalisko & Sundue: Sie wurde 2019 aufgestellt. Von den nur zwei Arten ist die eine in der Neotropis verbreitet und die andere kommt in Tansania, Madagaskar und La Réunion vor.[3]
- Pecluma M.G.Price (Syn.: Polypodium subgen. Pectinatum Lellinger): Die etwa 47 Arten gedeihen in der Neotropis. Sie sind von Nord-[2] über Zentral- bis Südamerika mit den südlichsten Vorkommen im nördlichen Argentinien und auf vielen karibischen Inseln verbreitet.[3]
- Phlebodium (R.Br.) J.Sm. (Syn.: Polypodium s. str. sect. Phlebodium R.Br.): Die drei Arten gedeihen in der Neotropis. Sie sind von Nord- über Zentral- bis Südamerika verbreitet.[3] Nördlichste Fundorte sind die südlichen US-Bundesstaaten Alabama, Georgia sowie Florida.[2] Phlebodium aureum ist in einige Gebieten der Welt ein Neophyt.[3]
- Pichisermollodes Fraser-Jenk. & Challis (Syn.: Pichisermollia Fraser-Jenk. nom. illeg., Himalayopteris W.Shao & S.G.Lu): Sie wurde 2009 aufgestellt. Die 14 Arten und eine Naturhybride gedeihen hauptsächlich im Himalaya, einige reichen auch bis Indochina, China und Ostasien.[3] Die Eingliederung dieser Arten in die Gattungen innerhalb der Familie wird kontrovers diskutiert.[3]
- Geweihfarne[11] (Platycerium Desv., Syn.: Alcicornium Gaudich., Neuroplatyceros (Endl.) Fée nom. superfl.): Es gibt etwa 17 Arten und zwei Naturhybriden. Etwa sieben Arten kommen in Südostasien, etwa sechs Arten in Afrika sowie Madagaskar, nur eine Art in Südamerika vor.[1][3]
- Pleopeltis Humb. & Bonpl. ex Willd. (Syn.: Ampelopteris Klotzsch, Cheilogramma Maxon, Chilogramme Blume, Cuspidaria Fée, Dicranoglossum J.Sm., Eschatogramme Trevis., Heteropteris Diels nom. superfl., Heteropteris Fée, Lepicystis (J.Sm.) J.Sm., Marginaria Bory, Marginariopsis C.Chr., Microphlebodium L.D.Gómez, Neurodium Fée, Paltomium C.Presl nom. superfl., Pseudocolysis L.D.Gómez, ×Pleopodium Schelpe & N.C.Anthony): Die etwa 93 Arten und neun Naturhybriden sind hauptsächlich in der Neotropis verbreitet. Sehr wenige Arten kommen in Afrika, auf Pazifischen Inseln und in Asien vor.[3] Nur wenige Arten gibt es in den USA.[2]
- Pleurosoriopsis Fomin: Sie enthält nur einer Art:[3]
  - Pleurosoriopsis makinoi (Maxim. ex Makino) Fomin: Sie kommt in China, Japan, Korea und in den östlichen russischen Gebieten Amur sowie östliches Sibirien vor.[1][3]
- Podosorus Holttum: Sie enthält nur einer Art:[3]
  - Podosorus angustatus Holttum: Sie ist nur vom Typusfundort in der Provinz Isabela auf der zu den Philippinen gehörenden Insel Luzon und dort nur in San Mariano, Barangay Disulap, bekannt.[3]
- Tüpfelfarne[11] (Polypodium L., Syn.: Anaxetum Schott, Catenularia Zippel ex Mett., Cephalosorium T.Moore, Chilopteris C.Presl, Chrysopteris Link nom. superfl., Clathropeltis Kuhn, v. Decken, Coelopteris A.Braun ex Mett., Cyrtomiphlebium Hook., Cystidium J.Sm. ex T.Moore, Diagramma Blume, Dicranopteris Blume ex Endl., Dictyogramma C.Presl, Dictyophlebia Griseb., Eleutherophlebia Griseb., Goniolepicystis Diels, Lepicystis J.Sm., Leptoselliguea C.Chr., Leptostegia Zipp. ex Mett., Marginariopsis T.Moore, Micropteris J.Sm., Microterus C.Presl, Phlebiolepicystis Diels, Phlebodiopsis T.Moore, Phyllitidis J.Sm., Phymatodes C.Presl, Pleurogonium C.Presl, Pseudovittaria C.Chr., Trichocalymma Zenker ex Kunze): Die etwa 55 Arten und zehn Naturhybriden gedeihen hauptsächlich in der Neotropis, nur wenige in der Paläotropis.[3] Einige Arten gedeihen in den gemäßigten Gebieten der Nordhalbkugel.[3]
- Prosaptia C.Presl (Syn.: Ctenopteris sect. Prosaptia (C.Presl) K.Iwats., Ctenopteris Blume): Die etwa 70 Arten sind hauptsächlich im tropischen Asien und Malesien verbreitet. Sie kommen von Sri Lanka über Indien und Indochina bis China[1] und von Australien bis auf Pazifischen Inseln vor.[3]
- Pyrrosia Mirbel (Syn.: Apalophlebia C.Presl, Asteroglossum J.Sm., Candollea Mirb., Cyclophorus Desv., Digramma Kunze, Drymoglossum C.Presl, Galeoglossa C.Presl, Gyrosorium C.Presl, Neoniphopsis Nakai, Niphobolus Kaulf. nom. superfl., Niphopsis J.Sm., Polycampium C.Presl, Polypodium subgen. Niphidium (Lellinger) Proctor, Pteropsis Desv., Saxiglossum Ching, Scytopteris C.Presl, Solenopteris Wall., Sphaerostichum C.Presl): Die 64 Arten und eine Naturhybride gedeihen hauptsächlich im tropischen Asien, nordwärts bis zum Himalaja, China[1] und Japan über Malesien östwärts bis Neuseeland und auf pazifischen Inseln.[3]
- Scleroglossum Alderw. (Syn.: Nematopteris Alderw.)[3] Die etwa zehn Arten kommen vom tropischen Asien, beispielsweise China,[1] über Malesien bis Australien und auf Pazifischen Inseln vor.[3]
- Selliguea Bory (Syn.:  Arthromeris (T.Moore) J.Sm., Christopteris Copel., Crypsinopsis Pic.Serm., Crypsinus C.Presl, Grammatopteridium Alderw., Grammatopteris Alderw., Holcosorus T.Moore, Oleandropsis Copel., Paraselliguea Hovenkamp, Phymatopsis J.Sm., Phymatopteris Pic.Serm., Pleuripteris C.Chr., Polypodiopsis Copel. non Carruth., Polypodiopteris C.F.Reed non Carruth., Pycnoloma C.Chr.): Die etwa 112 Arten kommen im subtropischen bis tropischen Asien, besonders in China (50 Arten)[1] verbreitet. Einige Arten kommen in Malesien vor. Viele Arten kommen in Neuguinea vor. Einige Arten kommen auf Inseln im Pazifik und nur je eine Art kommt im südlichen Afrika sowie in Madagaskar vor.[3]
- Serpocaulon A.R.Sm.: Sie wurde 2006 aufgestellt. Die etwa 49 Arten und fünf Naturhybriden sind in der Neotropis verbreitet.[3]
- Synammia C.Presl: Die nur drei Arten gedeihen im gemäßigten Gebieten im südlichen Südamerika in Argentinien, Chile sowie auf den Juan Fernandez Inseln.[3]
- Terpsichore A.R.Sm. s. str.: Es gibt etwa 16 Arten sind hauptsächlich in der Neotropis verbreitet, nur eine Art kommt auch im tropischen Afrika vor.[3]
- Thylacopteris Kunze ex J.Sm.: Die nur zwei Arten sind im nordöstlichen Indien, auf der Malaiischen Halbinsel und in Malesien verbreitet.[3]
- Tomophyllum (E.Fourn.) Parris: Sie hat seit 2007 den Rang einer Gattung. Die etwa 36 Arten sind vom tropischen Asien bis China und über Malesien bis Australien und auf Inseln im westlichen Pazifik verbreitet.[3]
- Xiphopterella Parris: Sie wurde 2007 aufgestellt. Die etwa 14 Arten sind vom tropischen Asien bis Malesien verbreitet.[3]

## Nutzung
Einige Arten werden als Zimmerpflanzen verwendet, beispielsweise der Goldtüpfelfarn (Phlebodium aureum).